# Quemedice enigmaticus
Espèce
Quemedice enigmaticus est une espèce d'araignées aranéomorphes de la famille des Sparassidae.

## Distribution
Cette espèce se rencontre au Brésil et en Argentine.

## Description
Le mâle décrit par Rheims, Labarque et Ramírez en 2008 mesure 11,1 mm et la femelle 9,62 mm.

## Publication originale
- Mello-Leitao, 1942 : Arañas del Chaco y Santiago del Estero. Revista del Museo de La Plata (Nueva Serie, Zoología), vol. 2, p. 381-426.